# Campionati mondiali di volo con gli sci 1979
I Campionati mondiali di volo con gli sci 1979, quinta edizione della manifestazione, si svolsero dal 16 al 18 marzo a Planica, in Jugoslavia, e contemplarono esclusivamente la gara individuale maschile. Furono realizzate tre serie di salti.

## Risultati
| Posizione | Atleta        | Nazione          | Punti |
| --------- | ------------- | ---------------- | ----- |
| 1         | Armin Kogler  | Austria          | 741,5 |
| 2         | Axel Zitzmann | Germania Est     | 736,0 |
| 3         | Piotr Fijas   | Polonia          | 704,5 |
| 4         | Andreas Hille | Germania Est     | 690,5 |
| 5         | Josef Samek   | Cecoslovacchia   | 688,0 |
| 6         | Jurij Kalinin | Unione Sovietica | 687,5 |

Trampolino: Letalnica

## Medagliere per nazioni
| Posizione | Nazione      | Oro | Argento | Bronzo | Totale |
| --------- | ------------ | --- | ------- | ------ | ------ |
| 1         | Austria      | 1   | 0       | 0      | 1      |
| 2         | Germania Est | 0   | 1       | 0      | 1      |
| 3         | Polonia      | 0   | 0       | 1      | 1      |